# 김강민 (1998년)
김강민(한국 한자: 金强民, 1998년 12월 2일 ~ )은 대한민국의 배우이다.

## 학력
- 성균관대학교 연기예술학과 (휴학)

## 출연작

### 드라마
- 2019년 tvN 《드라마 스테이지- 삼촌은 오드리 헵번》
- 2019년 SBS 《스토브리그》 - 이창권 역
- 2020년 MBC 《미쓰리는 알고 있다》 - 배진우 역
- 2020년 tvn 《슬기로운 의사생활》 - 임창민 역
- 2020년 tvN 《구미호뎐》 - 표재환 역
- 2021년 OCN 《다크홀》 - 민규 역
- 2021년 tvN 《슬기로운 의사생활 시즌2》 - 임창민 역
- 2021년 KBS2 《멀리서 보면 푸른 봄》 - 공미주의 구남친 역
- 2021년 KBS2 《학교 2021》 - 지호성 역
- 2022년 TVING 《나의 별에게 시즌 2》
- 2022년 MBC 《금수저》 - 박장군 역
- 2023년 tvN 《패밀리》 - 권지훈 역
- 2024년 KBS2 《드라마 스페셜 - 발바닥이 뜨거워서》 - 김양 역
- 2025년 JTBC 《에스콰이어 : 변호사를 꿈꾸는 변호사들》 - 지국현 역

### 웹드라마
- 《잘 하고 싶어》 (2020) - 박수하 역
- 《반오십》 (2020) - 이근남 역
- 《나의 별에게》 (2021) - 한지우 역